# Røkland
Røkland is een plaats in de Noorse gemeente Saltdal, provincie Nordland.
Røkland telt 473 inwoners (2007) en heeft een oppervlakte van 0,99 km². In het dorp staat een station van de Nordlandsbanen.